# Takeuchi Teizō
Takeuchi Teizō (jap. 竹内 悌三; * 6. November 1908 in der Präfektur Tokio; † 12. April 1946) war ein japanischer Fußballspieler.

## Nationalmannschaft
1930 debütierte Takeuchi für die japanische Fußballnationalmannschaft. Takeuchi bestritt vier Länderspiele. Mit der japanischen Nationalmannschaft qualifizierte er sich für die Olympischen Spiele 1936.